# Museo Arqueológico de Sitía
El Museo Arqueológico de Sitía es un museo de la isla de Creta, en Grecia, que fue inaugurado en 1984 para albergar los objetos hallados en los yacimientos arqueológicos de la zona. Además de espacios para exposición hay en el museo almacenes, laboratorio y una biblioteca arqueológica, aparte de otros servicios.

## Colecciones
El museo contiene una colección de objetos pertenecientes a periodos comprendidos entre el neolítico tardío y el romano tardío. Destacan los pertenecientes a la civilización minoica, en particular los procedentes del palacio de Zakros, entre los que se hallan grandes recipientes de cerámica, muchos de ellos decorados, e inscripciones en lineal A. También hay una serie de ofrendas votivas procedentes de santuarios de montaña minoicos, objetos de los yacimientos arqueológicos de Mojlos y Psira; así como hallazgos de la necrópolis del periodo minoico temprano de Agia Fotiá, algunos de los cuales poseen gran influencia cicládica. Otra subsección la componen una serie de lárnax con decoraciones marinas.   
Otra sección del museo alberga los ajuares funerarios y ofrendas votivas procedentes de tumbas y del santuario de Sitía, de los periodos geométrico y arcaico. Por otra parte se exponen objetos de los periodos helenístico y romano de diversos asentamientos de la zona, como Xerókampos, Kufonisi y Makrí Gialós que incluyen gran variedad de cerámica, figurillas, monedas, objetos metálicos, herramientas y algunas estatuas.
Uno de las obras maestras del museo es una estatua criselefantina minoica hallada en Palekastro, conocida como el Kuros de Palekastro.

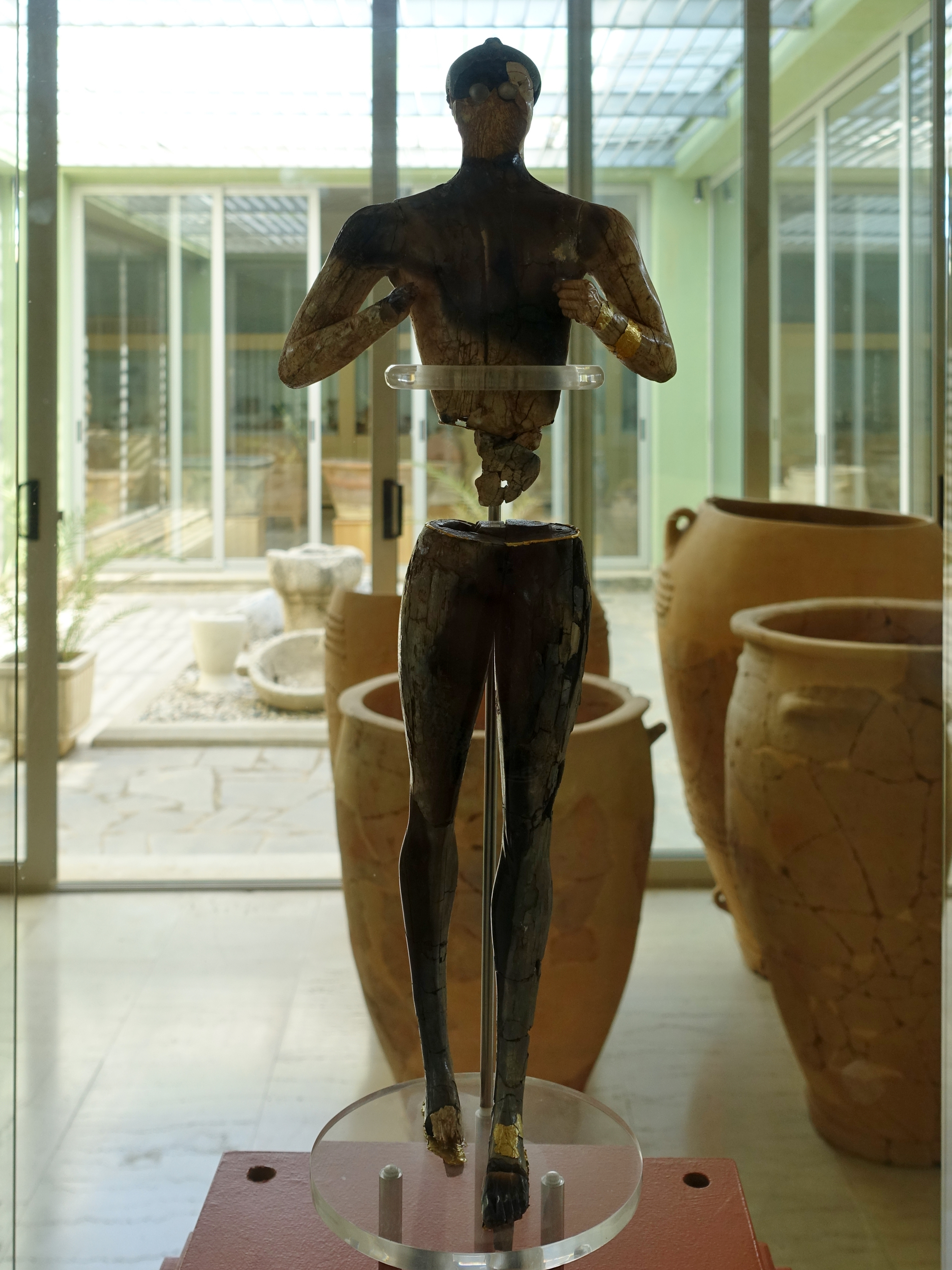
Kuros de Palekastro, del siglo XV a. C.
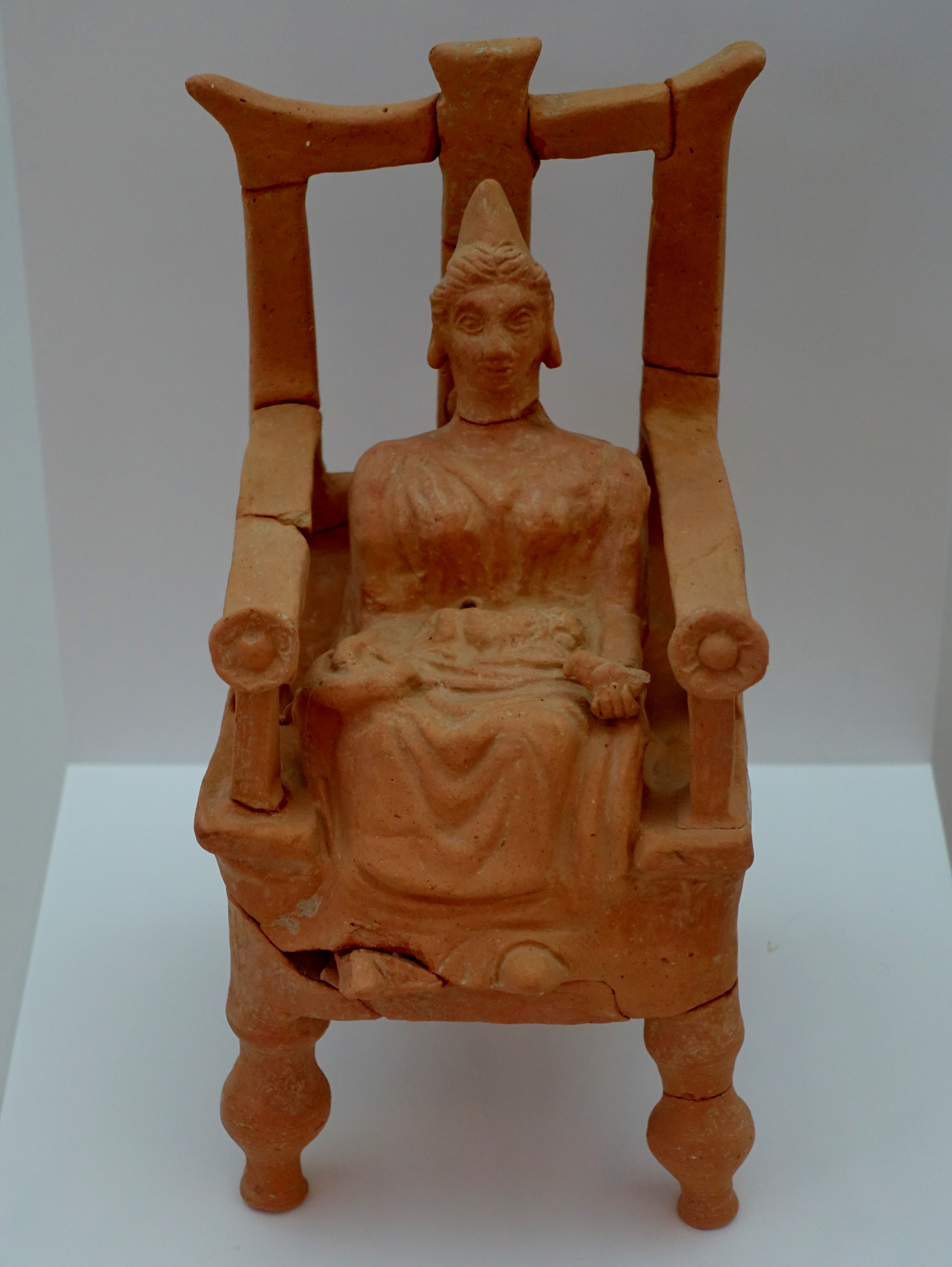
Figurilla de Cibeles con un gorro frigio, procedente de Preso.
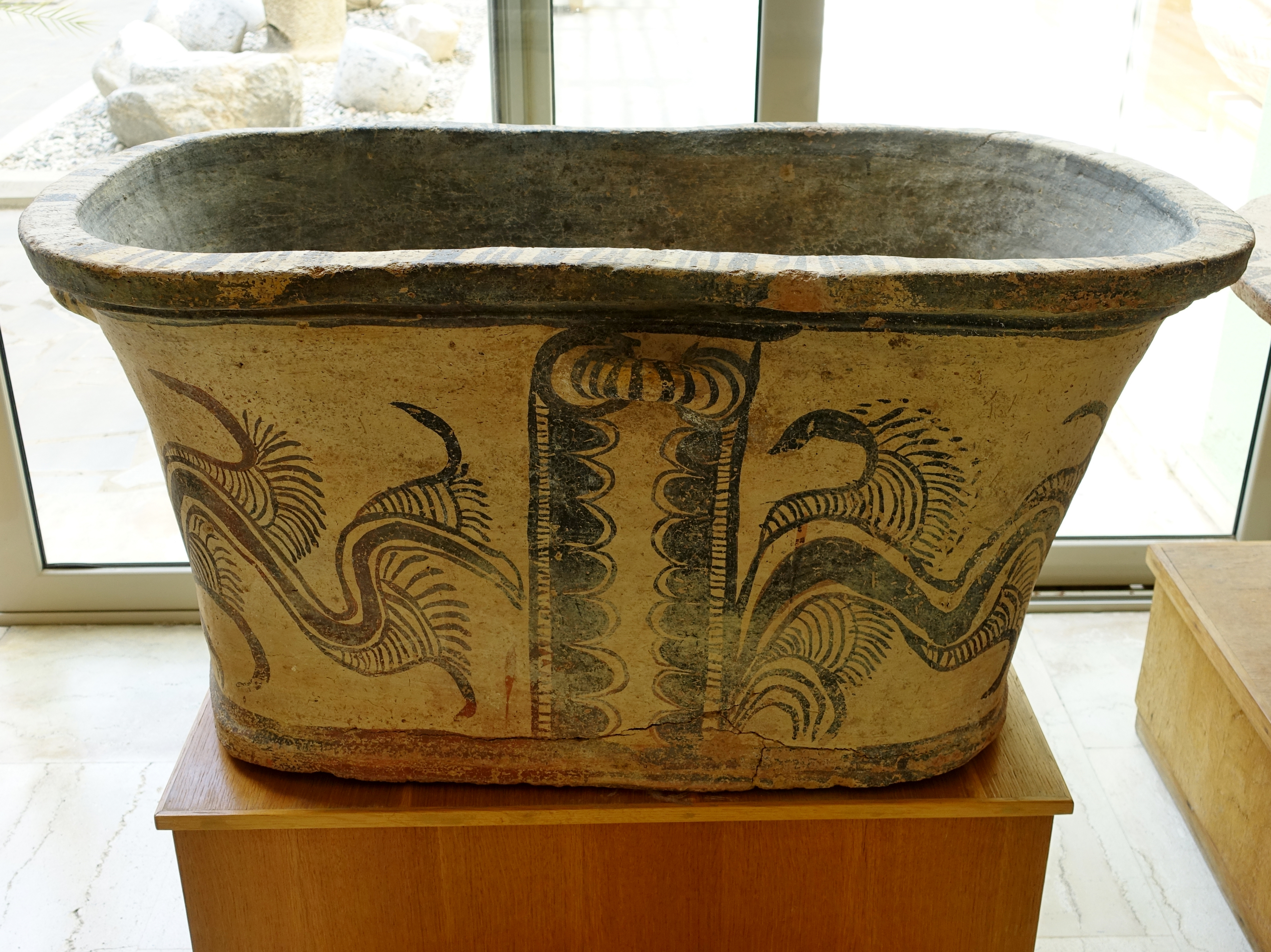
Lárnax decorado
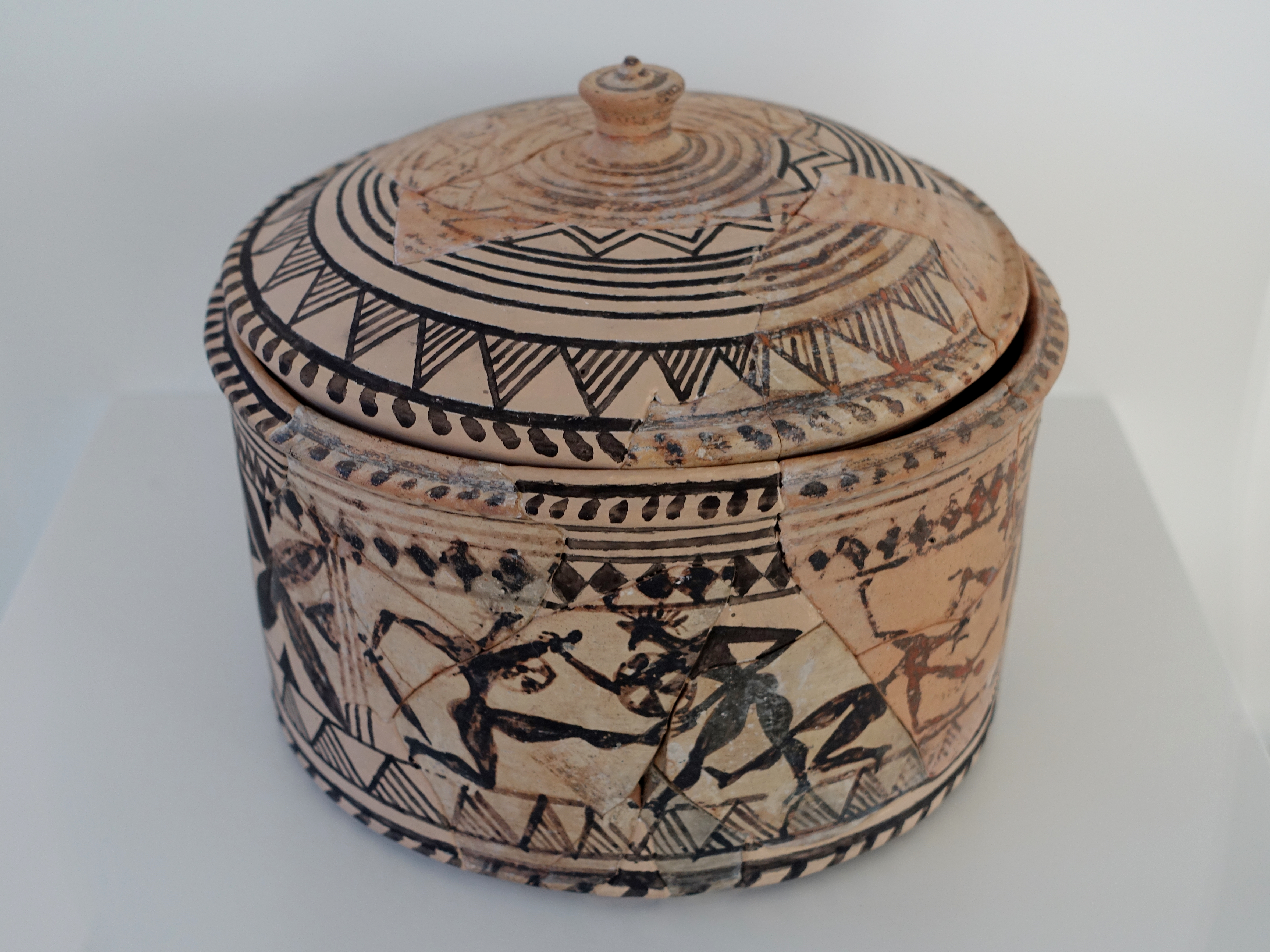
Píxide de finales del periodo geométrico, con escena probablemente inspirada en la guerra de Troya.
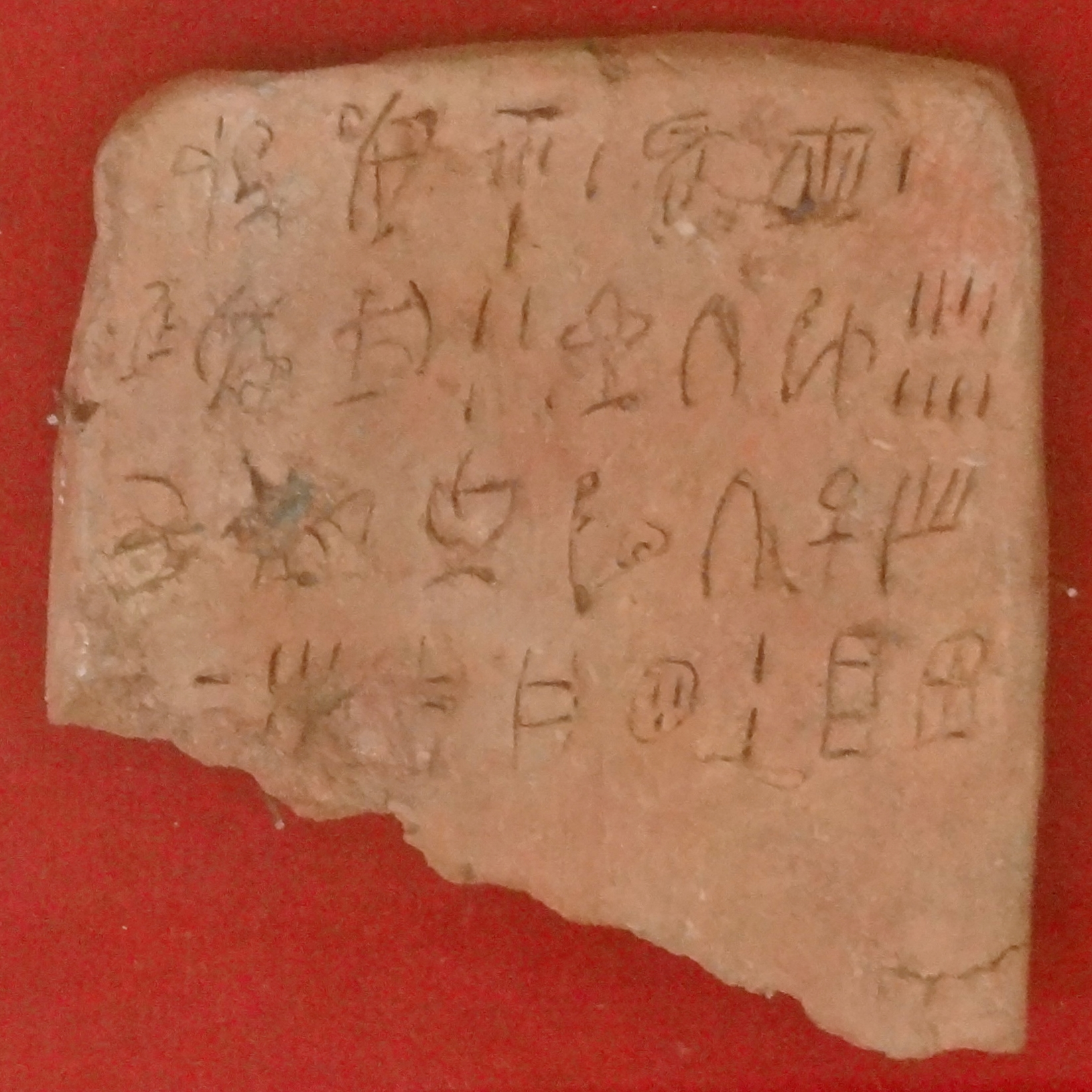
Inscripción en lineal A del palacio de Zakros.